# Hotel Intercontinental Kabul
L'Intercontinental (en anglès: Inter-Continental Hotel, també conegut com l'Inter-Con) és un hotel de cinc estrelles situat en el barri de Kārte Parwān, en l'oest de Kabul, la capital de l'Afganistan. Va ser el primer hotel de luxe internacional de la nació, un dels més visitats pels estrangers des de la seva obertura en 1969, construït prop del Palau Bagh-e Bala. L'hotel té 200 habitacions i està equipat amb una piscina, un gimnàs i uns quatre restaurants per a sopar o servei d'habitacions. L'hotel fou objectiu d'atacs terroristes per la presència d'hostes estrangers.

## Història
La construcció de l'hotel va començar l'abril de 1967 i es va obrir al públic el 9 de setembre de 1969. Encara que originalment va ser desenvolupat per l'Intercontinental Hotels Group i construït per l'empresa de construcció Taylor Woodrow del Regne Unit, l'Hotel Intercontinental no ha tingut cap associació amb l'Intercontinental Hotels Group des de 1980 després de la intervenció soviètica a l'Afganistan. Malgrat això, continua utilitzant el nom i el logotip sense tenir cap connexió amb l'empresa matriu.
Durant la guerra civil dels anys noranta va començar a rebre danys a causa de la guerra de carrer dels milicians. En 1996, només 85 de les 200 habitacions de l'hotel eren habitables a causa dels danys causats per coets i projectils. Va ser molt utilitzat pels periodistes occidentals durant la invasió estatunidenca de l'Afganistan en 2001, ja que era l'únic hotel de gran grandària que continuava funcionant en la capital en aquest moment.
En 2003 la piscina de l'hotel no tenia aigua i al gimnàs li faltaven tots els seus mobles. L'hotel tenia diversos talls d'electricitat al dia. Encara hi havia forats de bala en tot l'edifici, incloent-hi les finestres del restaurant en el primer pis. Els mobles de les habitacions eren simples però nets. El febrer de 2003, un agent de la intel·ligència britànica anomenat Colin Berry, que havia participat en la recuperació de míssils terra-aire i altres operacions encobertes, es va veure embolicat en un tiroteig a l'hotel. Com a resultat, dos afganesos van ser assassinats.
L'hotel va ser renovat per una empresa de Dubai i el va convertir en un luxós allotjament. És el punt de referència utilitzat al començament dels esdeveniments setmanals de Hash House Harriers. Les habitacions estan decorades segons l'estàndard internacional, equipades amb aire condicionat, calefactor, TV, minibar, telèfon i ràdio. També hi ha canals de televisió en anglès, alemany i francès. Té un cibercafé situat en el soterrani. El sistema telefònic continua funcionant amb la seva antiga centraleta manual original, fabricada per Siemens.

### Atemptat de 2011
El 28 de juny de 2011, un atac de terroristes suïcides armats, i el consegüent setge de cinc hores, van deixar almenys 21 persones mortes, inclosos els nou atacants. La responsabilitat va ser reclamada pels talibans.

### Atemptat de 2018
El 20 de gener de 2018, un grup de quatre o cinc homes armats van atacar l'hotel, provocant una batalla de 12 hores. L'atac va deixar almenys 42 persones mortes i més de 14 ferides.